# Nikola Krajačević
Nikola Krajačević Sartorius (staro kajkavsko: Miklouš Krajačević, ), hrvaški pesnik, pisatelj, rimskokatoliški duhovnik, * 29. november 1581, Sisek, † 9. marec 1653, Zagreb.
Krajačević je najpomembnejši književnik hrvaške književnosti v prvi polovici 17. stoletja. V starih latinskih dokumentih je njegovo ime Sartorius.
Oče Vuk Krajačević je bil vojak in se je boril proti Osmanom. Njegov sin je bil najprej tudi vojak, kasneje je postal duhovnik. Dolgo časa je služil v vasi Tkalec (nekoč Kalec), pri Križevcih. Potem je postal član Društva Srca Jezusovoga v Zagrebu, pri jezuitih. Tam je tudi umrl.
Najprej je prevedel molitve iz latinščine v kajkavščino med 1621 in 1623. Izdal je še molitvenik s pomočjo zagrebškega škofa. Ta knjiga nima ohranjenega primerka, niti ne vemo točnega naslova. Pripravil pa se je drugi natis, Molitvene knyi'zicze v Bratislavi leta 1640. Ime avtorja ni označeno v molitveniku, le to, da ga je jezuit napisal. Drugo izdajo je izdal Boltižar Milovec leta 1657.
Krajačević je prevedel tudi Sveto pismo, Szveti evangeliomi (Gradec, 1651).
Njegove knjige so uporabljali tudi Slovenci na Štajerskem in v Slovenski okroglini na Ogrskem. Zagrebški škof je vodil slovenske župnije pri Dolnji Lendavi, in tako tja spravil knjige Krajačevića. Krajačević ima velik vpliv na književnost prekmurščine. V martjanski pesmarici so prevedli pesmi iz knjige Szveti evangeliomi. Kasneje je prekmurski pisatelj Mikloš Küzmič uporabljal Krajačevićev lekcionar kot vir, ko je prevedel odlomke katoliškega Svetega pisma v prekmurski jezik: Szvéti evangyeliomi (1780). Krajačevićev molitvenik ima vpliv tudi na prekmurski molitvenik Kniga molitvena (1783).

## Dela
- Molitvena knyi'zicza (1640, 1657)
- Katekizmus detcsinyi (1651)
- Szveti evangeliomi (1651)